# 남위 38도
남위 38도는 적도로부터 남쪽으로 38도 떨어진 위선이다. 대서양, 인도양, 오스트랄라시아, 태평양, 파타고니아를 지난다. 이 위도에서의 일조시간은 하지일 때 14시간 48분, 동지일 때 9시간 32분이다.

## 지나가는 지역
남위 38도선은 본초 자오선에서 동쪽 방향으로 다음 지역들을 지나간다.
| 좌표                                                    | 국가, 지역, 해역 | 비고                                                                  |
| ------------------------------------------------------- | ---------------- | --------------------------------------------------------------------- |
| 남위 38° 0′ 동경 0° 0′  / 남위 38.000° 동경 0.000°      | 대서양           |                                                                       |
| 남위 38° 0′ 동경 20° 0′  / 남위 38.000° 동경 20.000°    | 인도양           | 프랑스령 남방 및 남극 지역 Île Saint-Paul의 남쪽 통과                 |
| 남위 38° 0′ 동경 140° 32′  / 남위 38.000° 동경 140.533° | 오스트레일리아   | 사우스오스트레일리아주 빅토리아주 - 멜버른 남쪽의 포트 필립 만을 통과 |
| 남위 38° 0′ 동경 147° 42′  / 남위 38.000° 동경 147.700° | 태평양           | 태즈먼해                                                              |
| 남위 38° 0′ 동경 174° 47′  / 남위 38.000° 동경 174.783° | 뉴질랜드         | 북섬                                                                  |
| 남위 38° 0′ 동경 178° 21′  / 남위 38.000° 동경 178.350° | 태평양           |                                                                       |
| 남위 38° 0′ 서경 73° 28′  / 남위 38.000° 서경 73.467°   | 칠레             | 비오비오주 아라우카니아주 비오비오주                                  |
| 남위 38° 0′ 서경 71° 5′  / 남위 38.000° 서경 71.083°    | 아르헨티나       | 네우켄주 리오네그로주 라팜파주 부에노스아이레스주                     |
| 남위 38° 0′ 서경 57° 33′  / 남위 38.000° 서경 57.550°   | 대서양           |                                                                       |

## 같이 보기
- 남위 37도
- 남위 39도